# 類鼾音
類鼾音（るいかんおん、英語: rhonchus（単数）rhonchi（複数））は、いびき（鼾）に似た音。低音性連続性ラ音（乾性ラ音）の一つで、ぐーぐーと言う音。連続性ラ音には他に笛声音等がある。症候の一つ。

## 病態
咽頭から主気管支までの太い気管が狭まることで気流が乱れて生じる。

## 原因
太い気管が狭まる原因には、炎症による分泌物の貯留や、異物、閉塞性肺疾患等がある。

## 検査
聴診で主に吸気時に聞こえる。

## 診断
分泌物の貯留には粘液分泌の亢進等がある。閉塞性肺疾患には慢性気管支炎、腫瘍、気管支喘息、気管支拡張症等がある。